# 求礼郡

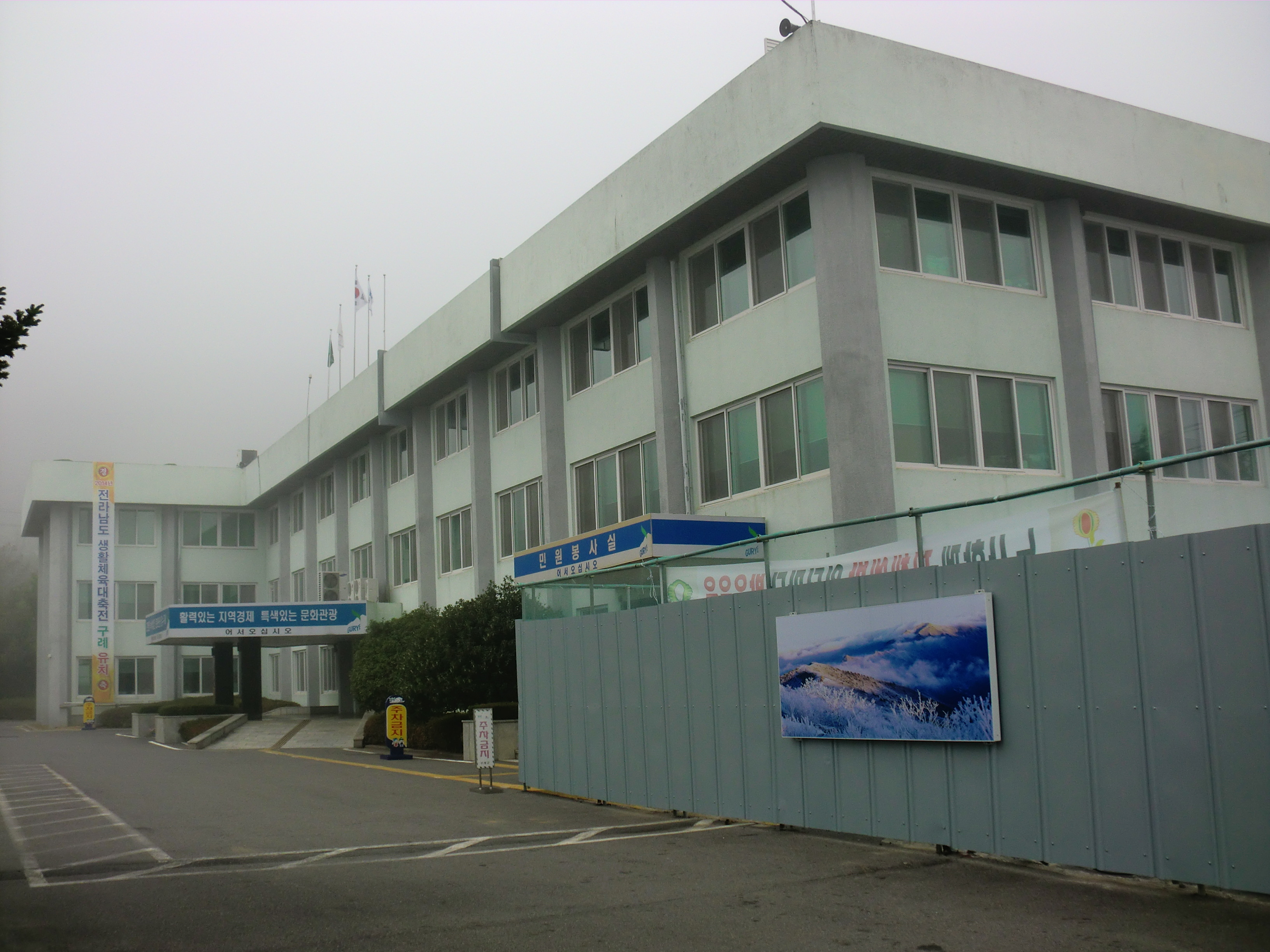
求礼郡庁

求礼郡（くれぐん）は、大韓民国全羅南道の北東部にある郡である。東は慶尚南道に、北は全北特別自治道に接する。朝鮮半島の名山の一つである智異山（チリサン）が郡の北東にそびえ、登山者の玄関口になっている。
サンシュユ（山茱萸、山瀋按）・茶・野菜の栽培といった農業や農産品加工のほか、智異山登山や華厳寺などの観光が主な産業である。

## 歴史

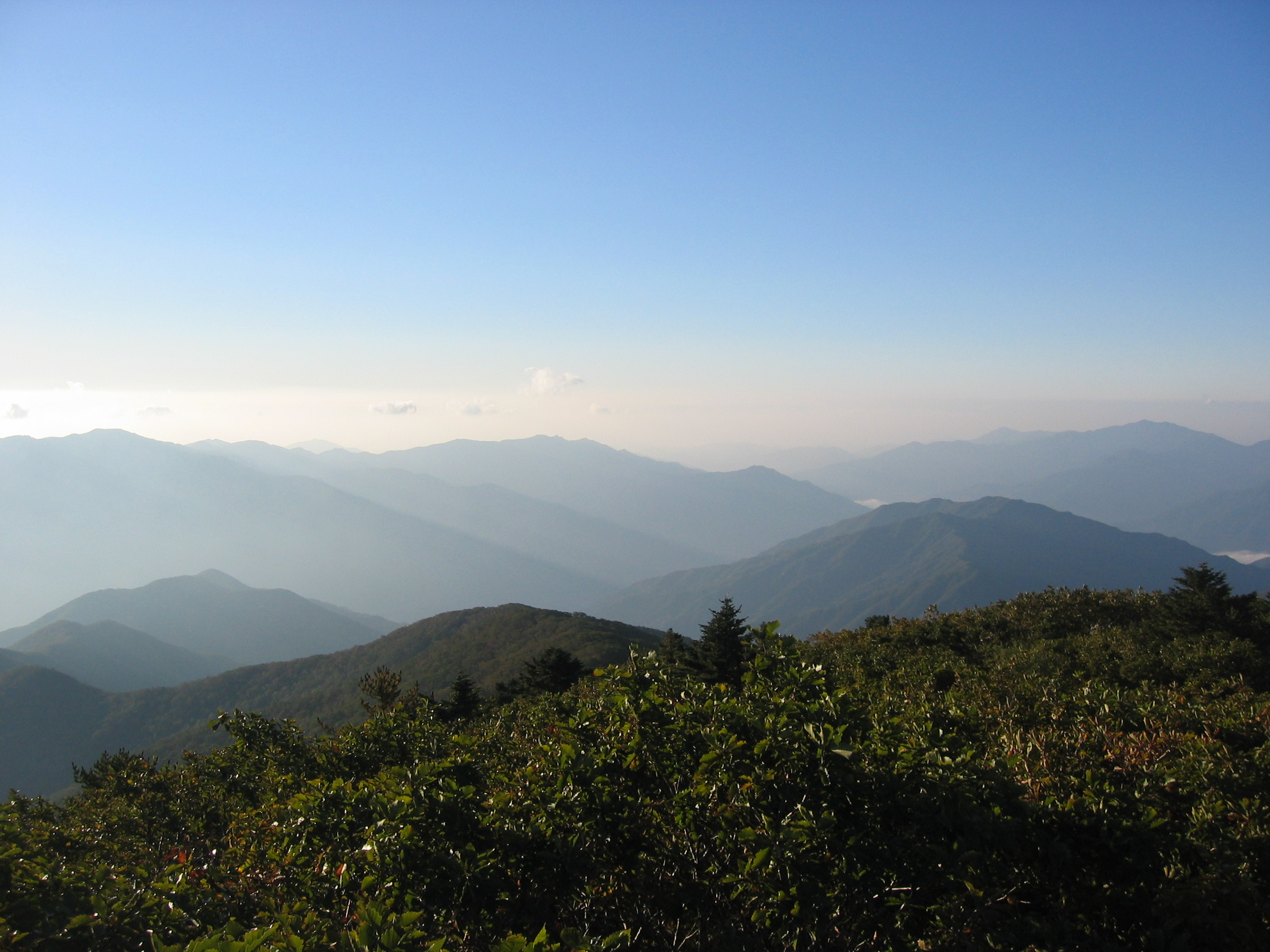
智異山からの風景

この地は百済の求礼次県であった。757年、統一新羅の景徳王の時代に求礼県と唐風に改名されている。智異山は仏教の聖地でもあり、華厳寺など多くの寺院が山中に建てられ、現在に残っている。
1895年に郡制が敷かれると求礼郡が設置され、1906年には全羅北道から全羅南道に移管し、同時に南原郡から山洞面など4つの面を併合した。1963年に求礼面が求礼邑に昇格し、1邑7面となっている。
- 1914年4月1日 - 郡面併合により、古達面が谷城郡に編入。求礼郡に以下の面が成立。[4]（8面）
  - 求礼面・艮文面・土旨面・馬山面・光義面・龍方面・外山面・内山面

| 朝鮮総督府令第111号 |            |                                                                                |
| 旧行政区画          | 新行政区画 | 新行政区画                                                                     |
| 求礼郡県内面        | 求礼面     | 백련리、봉남리、봉동리、봉북리、산성리                                         |
| 求礼郡佳肆面        | 求礼面     | 계산리、논곡리、봉서리、신월리、원방리                                         |
| 求礼郡艮田面        | 艮文面     | 간문리、금산리、삼산리、수평리、양천리、운천리、중대리、효곡리、흥대리         |
| 求礼郡文尺面        | 艮文面     | 금정리、월전리、죽마리、중산리                                                 |
| 求礼郡放光面        | 光義面     | 대산리、방광리、수월리、지천리                                                 |
| 求礼郡所義面        | 光義面     | 구만리、대전리、온당리、연파리                                                 |
| 求礼郡龍江面        | 龍方面     | 용강리、용정리、사림리、신지리                                                 |
| 求礼郡中方面        | 龍方面     | 신도리、죽정리、ん중방리                                                       |
| 求礼郡土旨面        | 土旨面     | 구산리、금내리、내동리、내서리、문수리、송정리、오미리、외곡리、용두리、파도리 |
| 求礼郡馬山面        | 馬山面     | 갑산리、광평리、냉천리、마산리、사도리、황전리                                 |
| 求礼郡外山面        | 外山面     | 둔사리、시상리、신학리、외산리、이평리、원촌리、탑정리                         |
| 求礼郡内山面        | 内山面     | 계천리、관산리、내산리、대평리、수기리、원달리、위안리、좌사리                 |
- 1932年11月1日 - 外山面・内山面が合併し、山東面が発足。（7面）
- 1946年8月16日 - 艮文面が艮田面と文尺面に分割。（8面）
- 1963年1月1日 - 求礼面が求礼邑に昇格。[5]（1邑7面）

## 地理

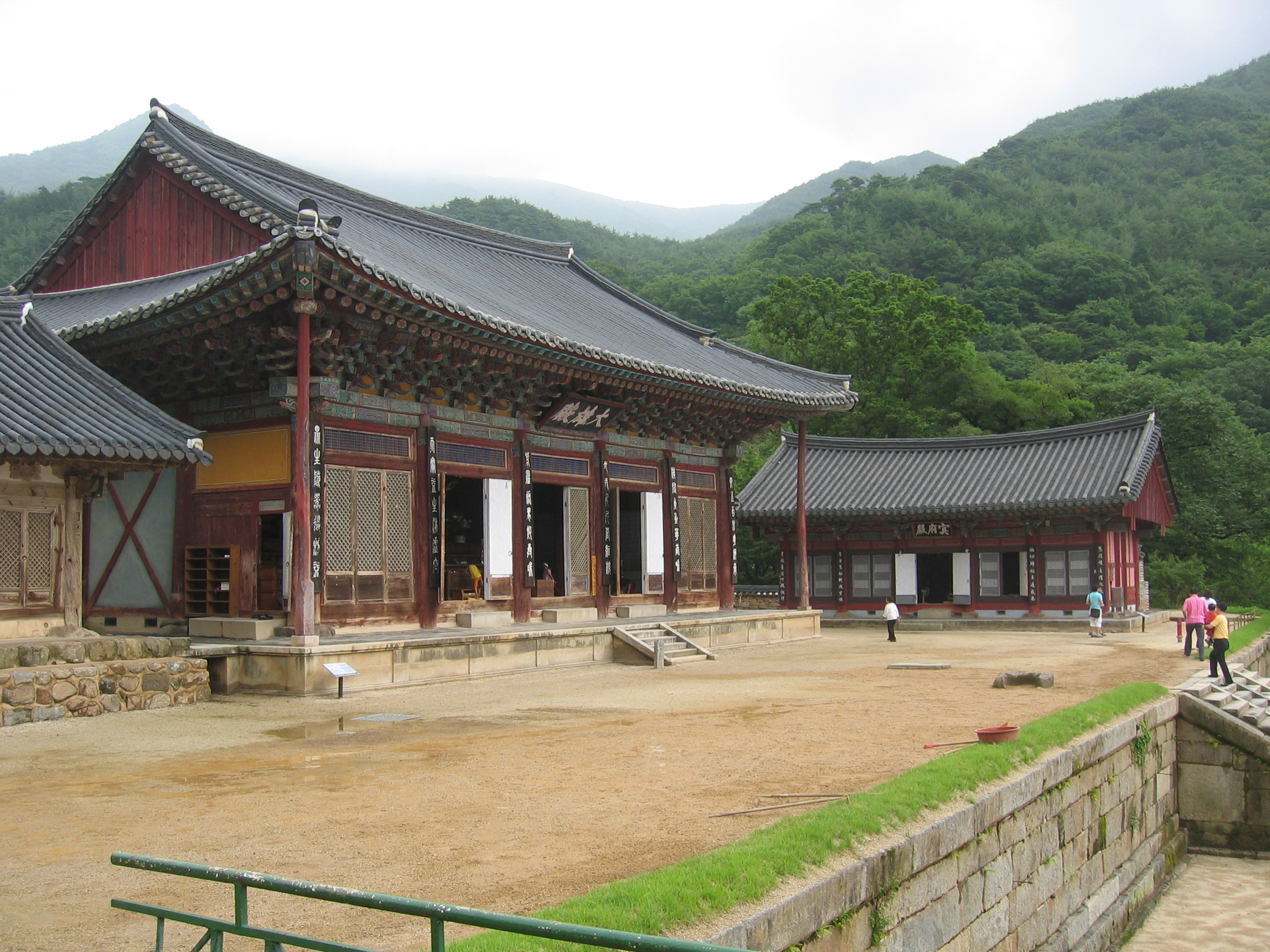
華厳寺の大雄殿と冥府殿

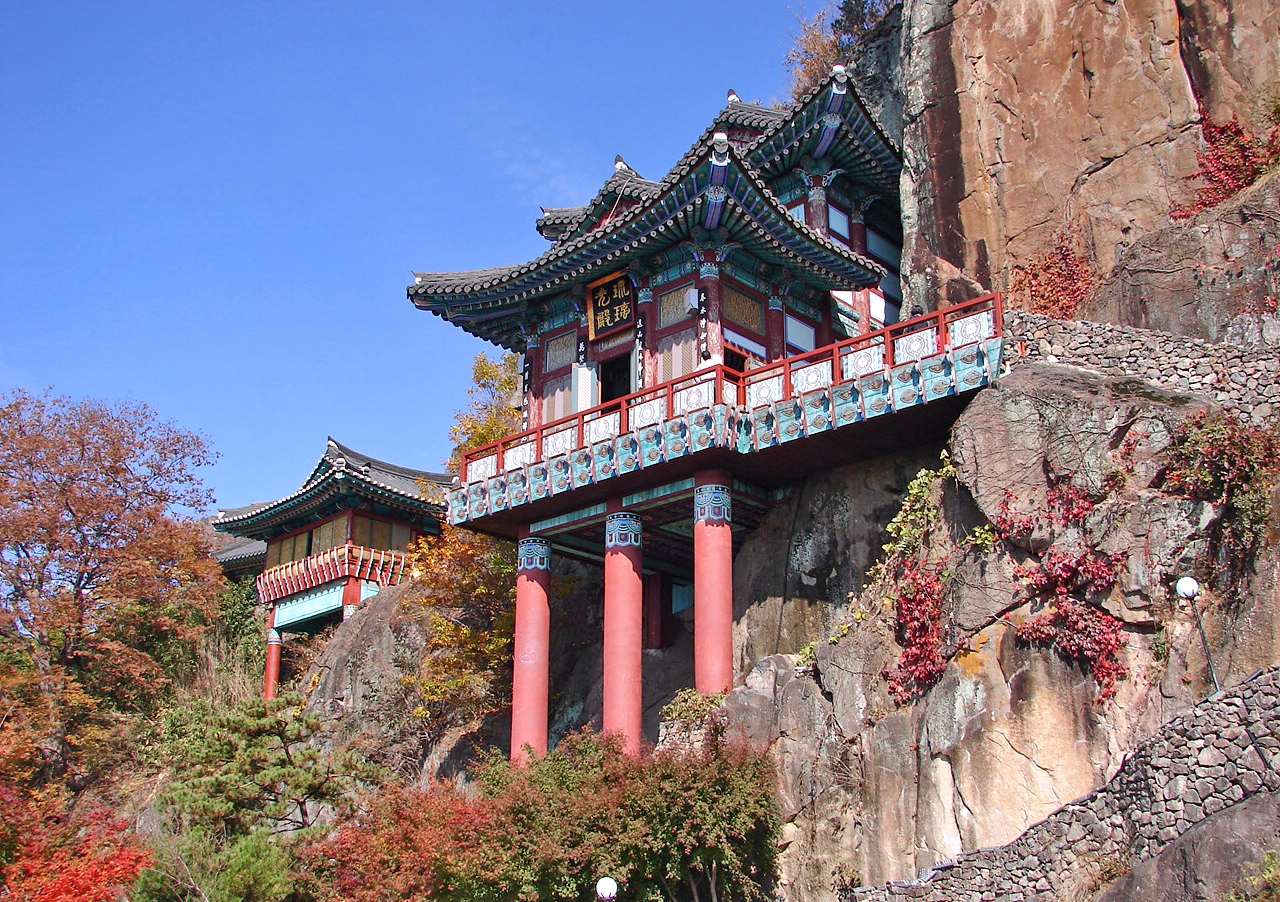
鼇山の絶壁にある四聖庵

求礼郡の北部には小白山脈の南端の高峰である智異山が広がり、智異山国立公園に指定されている。南部は平野であり光陽市や順天市に接している。郡の中央を、東シナ海に注ぐ蟾津江（ソムジンガン）が流れている。高原にあるため年の気温差は大きい。

## 行政

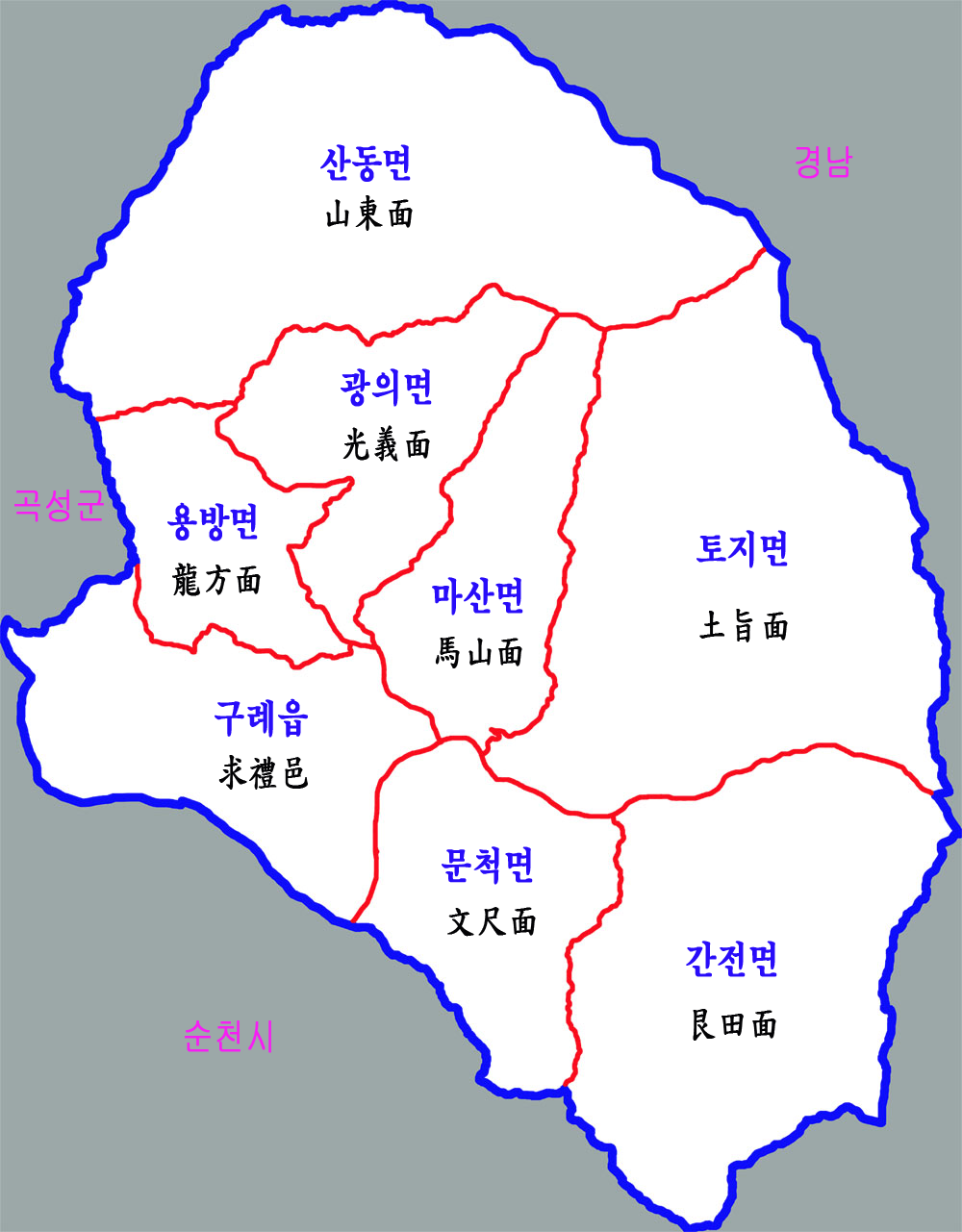
行政区域図

### 行政区画
| 邑・面 | 法定里 |
| ------ | --- |
| 求礼邑 | 桂山里、論谷里、白蓮里、鳳南里、鳳東里、鳳北里、鳳西里、山城里、新月里、元方里                                         |
| 艮田面 | 艮文里、錦山里、三山里、寿坪里、陽川里、雲川里、中大里、孝谷里、興大里                                                 |
| 文尺面 | 金亭里、月田里、竹麻里、中山里                                                                                         |
| 土旨面 | 九山里、金内里、内東里、内西里、文殊里、松亭里、五美里、外谷里、龍頭里、把道里                                         |
| 馬山面 | 甲山里、広坪里、冷泉里、馬山里、沙図里、黄田里                                                                         |
| 光義面 | 九湾里、大山里、大田里、放光里、水月里、煙波里、温堂里、芝川里                                                         |
| 龍方面 | 四林里、新道里、新智里、龍江里、龍井里、竹亭里、中方里                                                                 |
| 山東面 | 桂川里、官山里、内山里、大坪里、屯寺里、水基里、侍上里、莘鶴里、外山里、元達里、院村里、位安里、梨坪里、佐沙里、塔挺里 |

### 警察
- 求礼警察署

### 消防
- 順天消防署求礼119安全センター

## 出身人物
- 玄泳民（サッカー選手）

## 姉妹都市
- 池州市（中華人民共和国安徽省）